# Forcipomyia vittata
Forcipomyia vittata är en tvåvingeart som beskrevs av Tokunaga 1940. Forcipomyia vittata ingår i släktet Forcipomyia och familjen svidknott. Inga underarter finns listade i Catalogue of Life.